# Libera Chiesa in libero Stato
Con la frase libera Chiesa in libero Stato si definisce la concezione separatista in tema di rapporti tra Chiesa e Stato.

## Storia
Utilizzata e resa celebre dal francese Charles de Montalembert a cui piacque tanto la frase in latino (Ecclesia libera in libera patria) che ancora oggi è possibile ammirare incisa all'interno del suo castello di La-Roche-en-Breni, fu coniata nel 1826 dal pastore calvinista svizzero Alexandre Vinet, che proclamò il principio libera Chiesa in libero Stato nella Mémoire en faveur de la liberté des cultes. 
L'espressione venne poi ripresa in Italia da Cavour ed utilizzata in occasione del suo primo intervento al parlamento, fatto dopo la proclamazione del Regno d'Italia, il 17 marzo 1861, che portò alla proclamazione di Roma capitale.
Secondo il suo pensiero il Papa doveva dedicarsi unicamente al potere spirituale dimenticandosi il potere temporale sui suoi possedimenti; ciò avrebbe permesso la convivenza fra Stato e Chiesa.
Roma rimase fino al 1870 (Breccia di Porta Pia) nelle mani del pontefice.